# Pacto de sangre de Hungría

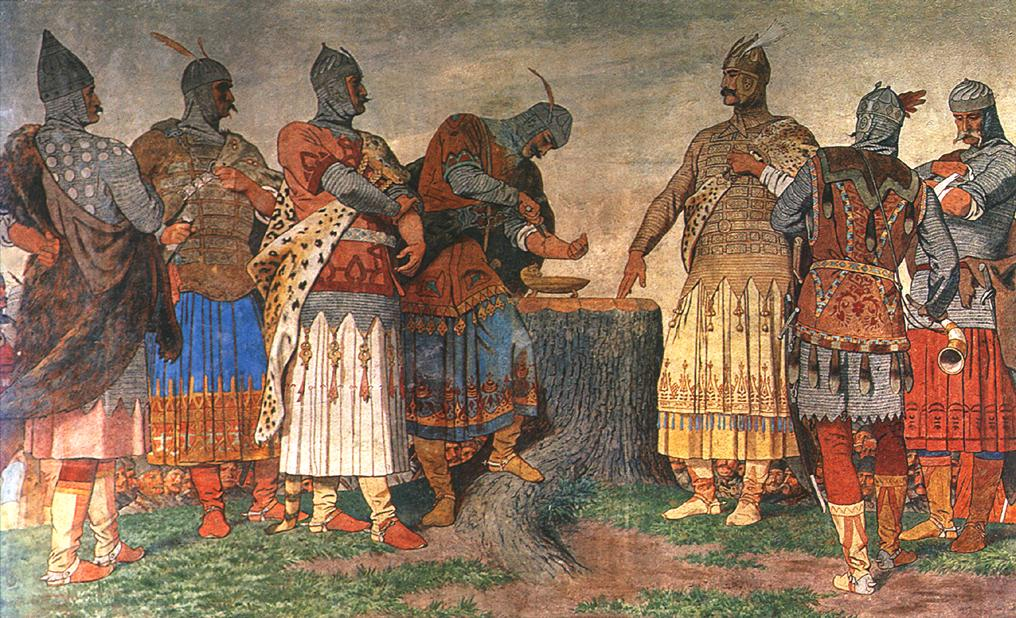
Pacto de Sangre (895 y 897), de Bertalan Székely.

El Pacto de Sangre (en húngaro: vérszerződés), según la tradición húngara, es el primer tratado llevado a cabo por su gente a finales del siglo IX. Autores medievales narraron que este pacto de sangre fue concertado en la región de Etelköz (aún fuera de Hungría), donde los húngaros que llevaban un estilo de vida seminómada errando desde Asia decidieron escoger un líder supremo de entre ellos. Las siete tribus húngaras (Nyék, Megyer, Kürt-gyarmat, Tarján, Jenő, Kér, Keszi) conducidas por sus siete jefes Álmos, Előd, Kond, Tas, Huba, Töhötöm  y Ond, quienes llenaron un recipiente con su propia sangre, mezclándola simbólicamente en señal de unión fraternal y escogiendo al primero de estos caudillos como su comandante supremo.
Antiguamente los juramentos húngaros (previamente a su cristianización en el año 1000) se solían ratificar públicamente con el pacto de sangre. El contenido exacto de dicho tratado solo es especificado detalladamente por crónicas medievales posteriores.

## La tradición histórica
Los documentos históricos sitúan este pacto a finales del siglo IX, durante la época en la que gobernó el Príncipe Álmos de Hungría. El autor medieval anónimo de la Gesta Hungarorum y escribano del rey Béla III de Hungría, describe el acontecimiento de la siguiente forma: "Cuando los húngaros abandonaron la región de Levedia y partieron hacia la de Etelköz, según el consejo del Príncipe de los Jázaros, éstos escogieron a un jefe único de entre ellos, a Álmos, a quien le juraron lealtad, cumpliendo con la tradición pagana de vaciar sangre en un recipiente".

## El contenido del Pacto de Sangre

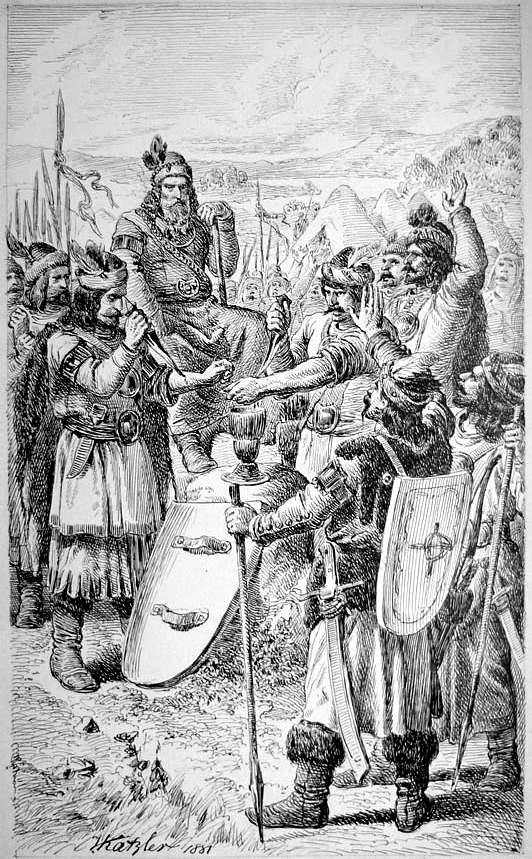
Blutsbrüderschaft (1881), ilustración de Vinzenz Katzler.

- 1. Que la familia gobernante sea siempre la que descenderá del Príncipe Álmos.
- 2. Que nadie quede excluido de todas las cosas buenas que alguno de los húngaros pueda obtener durante sus aventuramientos.
- 3. Que todos los que escogieron libremente a Álmos sean respetados, y su consejo y relevancia en el país no sean ignorados por nadie.
- 4. Si alguno de los descendientes desobedece al Príncipe, que pague con su propia sangre, justo como estos jefes lo representaron en el pacto.
- 5. Si alguno desea profanar el derecho hereditario de Álmos y sus descendientes, que quede maldito eternamente.

Muchos historiadores, como István Nemeskürty, afirman que este texto redactado por el escriba anónimo de Béla III probablemente estaba más relacionado con los acontecimientos propios de su época a finales del siglo XIII que con los reales del siglo IX. Para cuando Anónimo vivía, los decretos presentes en la Bula de Oro de 1222 de Andrés II de Hungría estaban plenamente vigentes. Esta bula había otorgado incontables privilegios a la nobleza frente a la figura del monarca, lo que podría explicar el tercer punto de la lista anterior, donde Anónimo habría intentado reafirmar los derechos nobiliarios por medio de esta "fuente antigua".

## Tratados y conceptos similares al Pacto de Sangre
Este tipo de pactos de sangre antiguamente estaban presentes en la cultura de muchas tribus nómadas de las estepas, entre ellas los Pueblos escitas. Heródoto narró que los escitas habían celebrado un pacto similar, donde primero llenaron un recipiente con vino y después vertieron sangre en él tras hacerse leves cortes con puñales, mezcla que después untaron en sus armas.